# Gerd Busse

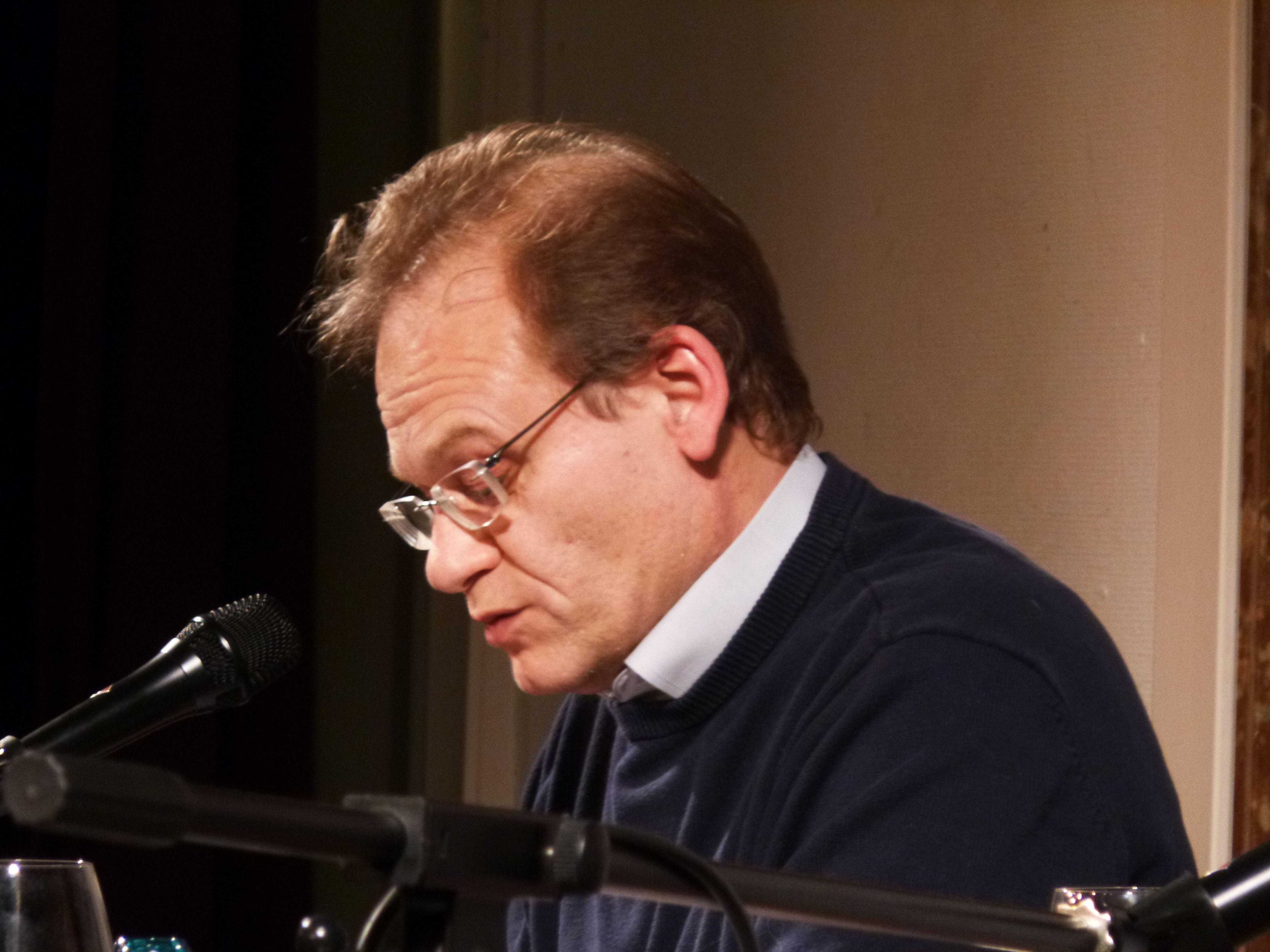
Gerd Busse (2013)

Gerd Busse (auch: Gerhard Busse), * 2. Oktober 1959 im Bührener Ortsteil Schneiderkrug (Landkreis Cloppenburg), ist ein deutscher Sozialwissenschaftler, Publizist und Übersetzer.

## Leben
Busse studierte Erziehungswissenschaften, Politologie und Niederlandistik in Göttingen, Amsterdam und Berlin und promovierte 1990 über den Fall Daniel Paul Schreber. Er war zwischen 1992 und 2002 an der Sozialforschungsstelle Dortmund beschäftigt und arbeitet heute als Projektentwickler und -berater in deutsch-niederländischen Bildungsprojekten. Er ist verheiratet mit Ljiljana Udovičiċ, hat zwei Kinder und lebt in Dortmund.

## Werke

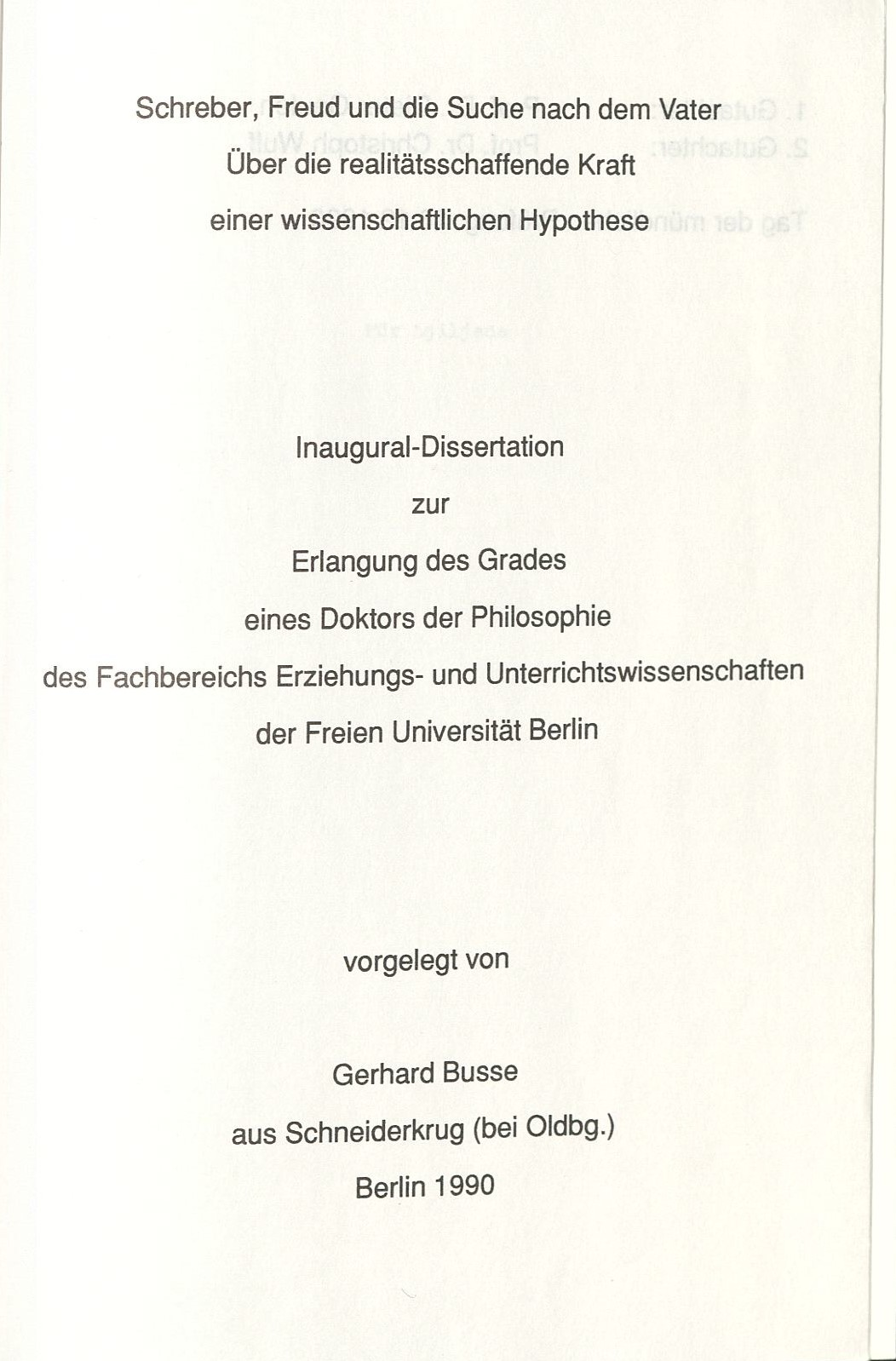
Dissertation (1991)

- Schreber, Freud und die Suche nach dem Vater. Frankfurt am Main, 1991 (unter dem Namen Gerhard Busse)
- Angewundert, Leipzig 2004
- Typisch niederländisch, Münster 2012
- Typisch belgisch: Belgien von A bis Z, 2022

## Herausgeberschaft
- Het Bureau, Münster [u. a.] 2011 (herausgegeben zusammen mit Lut Missinne)
- Das Rätsel der Lesbarkeit, Münster [u. a.] 2011 (herausgegeben zusammen mit Lut Missinne)

## Übersetzungen
- Willem Elsschot: Gedichte, Jena [u. a.] 2008 (übersetzt zusammen mit Agnes Kalmann-Matter); Käse, Zürich 2004 (übersetzt zusammen mit Agnes Kalmann-Matter); Leimen, Zürich 2005; Maria in der Hafenkneipe, Zürich 2009
- Han Israëls: Der Fall Freud, Hamburg 1999; Der Wiener Quacksalber, Jena [u. a.] 2006
- Menna Kalmann: Schicksal Pferd, Warendorf 2009
- Dik Linthout: Frau Antje und Herr Mustermann, Berlin 2002
- Jacco Pekelder: Neue Nachbarschaft, Münster 2013
- Karel van het Reve: Dr. Freud und Sherlock Holmes, Frankfurt am Main 1994; 39 Zumutungen, Hamburg 1998; Die unglaubliche Niedertracht des Allmächtigen, Frankfurt am Main 1996
- Bart Somers: Zusammen leben. Meine Rezepte gegen Kriminalität und Terror. München 2018
- J. J. Voskuil: Das Büro, sieben Bände, 2012–2017; Die Mutter von Nicolien, Berlin 2021, Die Nachbarn, Berlin 2023.
- Frank Westerman: Das Getreideparadies, Berlin 2009; Ingenieure der Seele, Berlin 2003 (übersetzt zusammen mit Verena Kiefer); Das Schicksal der weißen Pferde, München 2012 (übersetzt zusammen mit Gregor Seferens)
- Olivier van Beemen: Im Namen der Tiere. Wie eine NGO große Teile Afrikas beherrscht. München: C.H. Beck, 2024